# نيفيل ستون
نيفيل ستون (بالإنجليزية: Neville Stone)‏ هو لاعب كرة قدم أسترالية أسترالي، ولد في 14 نوفمبر 1946.

## وصلات خارجية
- نيفيل ستون على موقع AustralianFootball.com (الإنجليزية)
- نيفيل ستون على موقع AFLtables.com (الإنجليزية)